# West Linn
West Linn is een plaats (city) in de Amerikaanse staat Oregon, en valt bestuurlijk gezien onder Clackamas County.

## Demografie
Bij de volkstelling in 2000 werd het aantal inwoners vastgesteld op 22.261. In 2006 is het aantal inwoners door het United States Census Bureau geschat op 25.209, een stijging van 2948 (13,2%).

## Geografie
Volgens het United States Census Bureau beslaat de plaats een oppervlakte van 20,5 km², waarvan 19,1 km² land en 1,4 km² water.

## Plaatsen in de nabije omgeving
De onderstaande figuur toont nabijgelegen plaatsen in een straal van 8 km rond West Linn.